# Naprzód, Indie!
Naprzód, Indie! (hindi: चक दे इन्डिया / Chak De! India, urdu: چک دے انڈیا, ang.: Bottoms Up India lub Come On India lub A Winner All The Way) – indyjski dramat sportowy z 2007 roku w reżyserii Shimita Amina z Shah Rukh Khanem w roli głównej.

## Fabuła
Kapitan indyjskiej reprezentacji w hokeju na trawie, Kabir Khan, zostaje oskarżony po przegranym meczu z Pakistanem o zdradę (jest muzułmaninem). Osądzony przez media, odsunięty przez władze sportowe opuszcza dom z "etykietką" zdrajcy. Po 7 latach wraca podejmując się trenowania i prowadzenia żeńskiej reprezentacji Indii w hokeju na trawie na Mistrzostwach Świata.

## Problematyka
Jest to typowy dramat „sportowy" ale ma wiele wartościowych i prawdziwych odniesień do różnych sytuacji i problemów, panujących w Indiach. Pokazuje m.in. wzajemne odnoszenie się do siebie Indii i Pakistanu, hinduistów i muzułmanów w Indiach (dramat niesprawiedliwie oskarżonego Kabir Khana), podziały na języki, stany, narodowości, regionalizmy, a nawet wygląd (skośnookie hokeistki z odległych rejonów Indii są we własnym kraju brane za Chinki bądź Nepalki).
Najważniejszym i najmocniej zaznaczonym problemem w filmie jest sytuacja kobiet w Indiach: widzi się je tylko w roli matek i żon - powinny sprzątać, gotować, zajmować się dziećmi i domem a nie sportem. Indyjskie hokeistki, a szerzej indyjskie sportsmenki, muszą przezwyciężać mnóstwo przeszkód aby uprawiać jakikolwiek sport bądź kontynuować jego uprawianie już po wyjściu za mąż. W roli dziewczyn, członków reprezentacji zagrały aktorki ale i prawdziwe hokeistki. Producenci w czasie castingu stwierdzili, że większość indyjskich kobiet nie tylko nie uprawia żadnego sportu, ale wręcz nigdy nie biegało. W Indiach znakomicie zrozumiano przesłanie filmu sportowe i szersze - społeczne.

## Geneza filmu
Scenarzysta Naprzód, Indie!, Jaidep Sahni, zdziwił się maleńką (niewspółmiernie do odniesionego sukcesu) wzmianką w prasie o wygraniu przez żeńską reprezentację Indii w hokeju Igrzysk Wspólnoty Narodów w Manchesterze w 2002 r. Wydało mu się to niesprawiedliwe i tak zrodził się pomysł na fabułę filmu.

## Obsada
- Shahrukh Khan – Kabir Khan
- Vidya Malvade – Vidya Sharma
- Sagarika Ghatge – Preeti Sabarwal
- Chitrashi Rawat – Komal Chautala
- Shilpa Shukla – Bindia Naik
- Tanya Abrol – Balbir Kaur
- Anaitha Nair – Aliya Bose
- Shubhi Mehta – Gunjan Lakhani
- Seema Azmi – Rani Dispotta
- Nisha Nair – Soimoi Kerketa
- Sandia Furtado – Nethra Reddy
- Arya Menon – Gul Iqbal
- Masochon V. Zimik – Molly Zimik
- Kimi Laldawla – Mary Ralte
- Kimberly Miranda – Rachna Prasad
- Nichola Sequeira – Nichola Sequeira
- Raynia Mascarenhas – Raynia Fernandes

## Piosenki - Soundtrack
Słowa do wszystkich utworów: Jaideep Sahni (autor scenariusza) muzyka Salim Merchant i Sulaimaan Merchant,
1. "Chak De! India"
2. "Badal Pe Paon Hain"
3. "Ek Hockey Doonggi Rakh Ke"
4. "Bad Bad Girls"
5. "Maula Mere Le Le Meri Jaan"
6. "Hockey Remix"
7. "Sattar Minute"

Soundtrack został wydany na oddzielnej płycie CD